# 725
725(칠백이십오)는 724보다 크고 726보다 작은 자연수다.

## 수학
- 합성수로, 그 약수는 1, 5, 25, 29, 145, 725다. 진약수의 합은 205이므로, 725는 부족수다.
- 피타고라스 삼조의 빗변의 길이이다.
  - {\displaystyle 333^{2}+644^{2}=725^{2}}[a]
  - {\displaystyle 364^{2}+627^{2}=725^{2}}[b]
- {\displaystyle 725=7^{2}+26^{2}=10^{2}+25^{2}=14^{2}+23^{2}}
  - 서로 다른 두 자연수의 제곱합으로 나타내는 방법이 세 가지인 수다.
- {\displaystyle 725=10^{2}+15^{2}+20^{2}}
  - 공차가 5인 세 자연수의 제곱합으로 나타낼 수 있는 수다. 이 성질을 지닌 앞의 수는 638, 다음 수는 818이다.
  - 연속하는 세 개의 {\displaystyle 5n}({\displaystyle n}은 자연수)의 제곱합으로 나타낼 수 있으며, 이 성질을 지닌 앞의 수는 350, 다음 수는 1250이다.
- {\displaystyle 725=3^{6}-2^{2}}
- {\displaystyle 57^{4}-1}은 725로 나누어떨어진다.

## 과학·기술
- NGC 725(영어판): 고래자리 방향에 있는 나선은하.
- 725 아만다(영어판): 소행성.
- 코스모스 725호(영어판): 소련의 인공위성.
- 유로콥터 EC725: 유로콥터(이후 에어버스 헬리콥터)의 헬리콥터.

## 교통

### 철도
- 서울 지하철 7호선 군자역의 역번호.

### 도로
- 725번 지방도: 전북특별자치도 진안군 정천면에서 주천면까지 이어지는 대한민국의 지방도.
- 현도 제725호선

## 문화유산
- 대한민국의 보물 제725호: 남원양씨 종중 문서 일괄

## 기타
- 날짜: 7월 25일
- 연도: 725년, 기원전 725년
- 725 웨스트 랜돌프(영어판)